# Этнический национализм

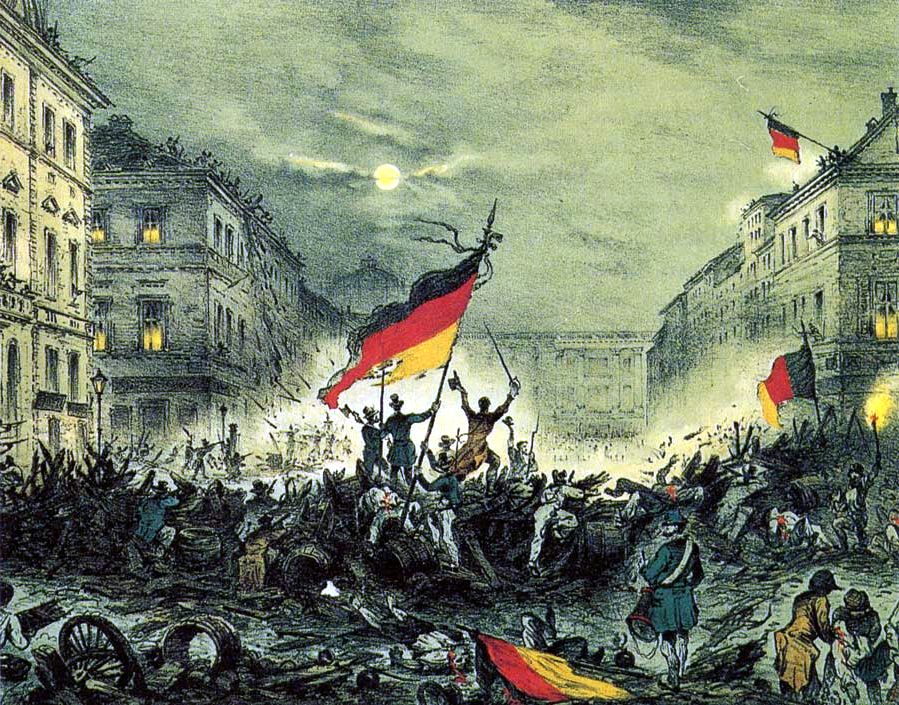
Революционеры после уличных боёв 19 марта 1848 года в Берлине

Этни́ческий национали́зм, этнонационали́зм — форма национализма, в рамках которой нация и национальность определяются с точки зрения этнической принадлежности с акцентом на этноцентрический (в некоторых случаях также этнократический) подход к различным политическим вопросам, связанным с национальной идентификацией этнической группы.
В этническом национализме нации определяются общим наследием, которое обычно включает общий язык, общее вероисповедание и общее этническое происхождение. Лица других этнических групп при этом могут классифицироваться как граждане второго сорта.

## История
Этнический национализм появился в Германии на рубеже XVIII—XIX веков, когда страна была раздроблена. В его основе лежала идея культурного единства всех немцев независимо от государственной принадлежности. Теоретически это обосновал Иоганн Гердер, первым приписавший культуре черты индивида. Основу германского национализма составляло холистическое представление о населении, которое объединено общими языком и культурой и представляет собой своего рода единый организм, наделённый общей духовностью и общим психическим складом, что отличает его от таких же характеристик других народов. Духовность передаётся из поколения в поколение, то есть якобы наследуется биологическим путём и связывает народ с определённым физическим обликом. Эта связь обусловливает большую глубину и непрерывность истории народа, что позволяет искать его корни в далёком прошлом. Распространено представление, что именно в отдалённом прошлом народ обладал первозданной культурной и биологической чистотой.
Имея общий «дух», народ должен иметь и общие интересы, разделять единую идеологию. Радикальный национализм (интегральный национализм) признаёт деление общества на социальные группы или классы, но рассматривает их в качестве функциональных категорий, работающих на общее дело. Идеальной политической организацией считается единое общенародное государство с одной партией и одним лидером, что должно исключить борьбу классов. В нацизме эта идея выражена в лозунге: «Один народ, одна партия, один фюрер». До нацизма сходную позицию занимали русские черносотенцы. Культуры народов представляются как строго локальные, развивающиеся своим путём и неспособные достичь полного взаимопонимания по причине различного «народного духа».
«Народный дух» часто отождествляется с религией, поэтому возникает стремление создать или возродить собственную религию или национализировать одну из мировых религий. Генрих Гейне связывал национализм с язычеством. Разделявший его мнение философ Н. А. Бердяев отмечал закономерность тенденции перехода германского антисемитизма в антихристианство. Публицист Д. С. Пасманик (1923) писал, что последовательный антисемитизм должен отвергать не только иудаизм, но и христианство.
Утверждается, что «дух» народа определяется конкретным природным окружением, и тесные контакты с другими культурами разрушают «дух нации». Исторический процесс рассматривается в качестве борьбы разных народов и рас. Стремление сохранить культуру в «первозданной чистоте» и защитить свой народ от якобы враждебных ему народов и рас приводит к идее этнических чисток.

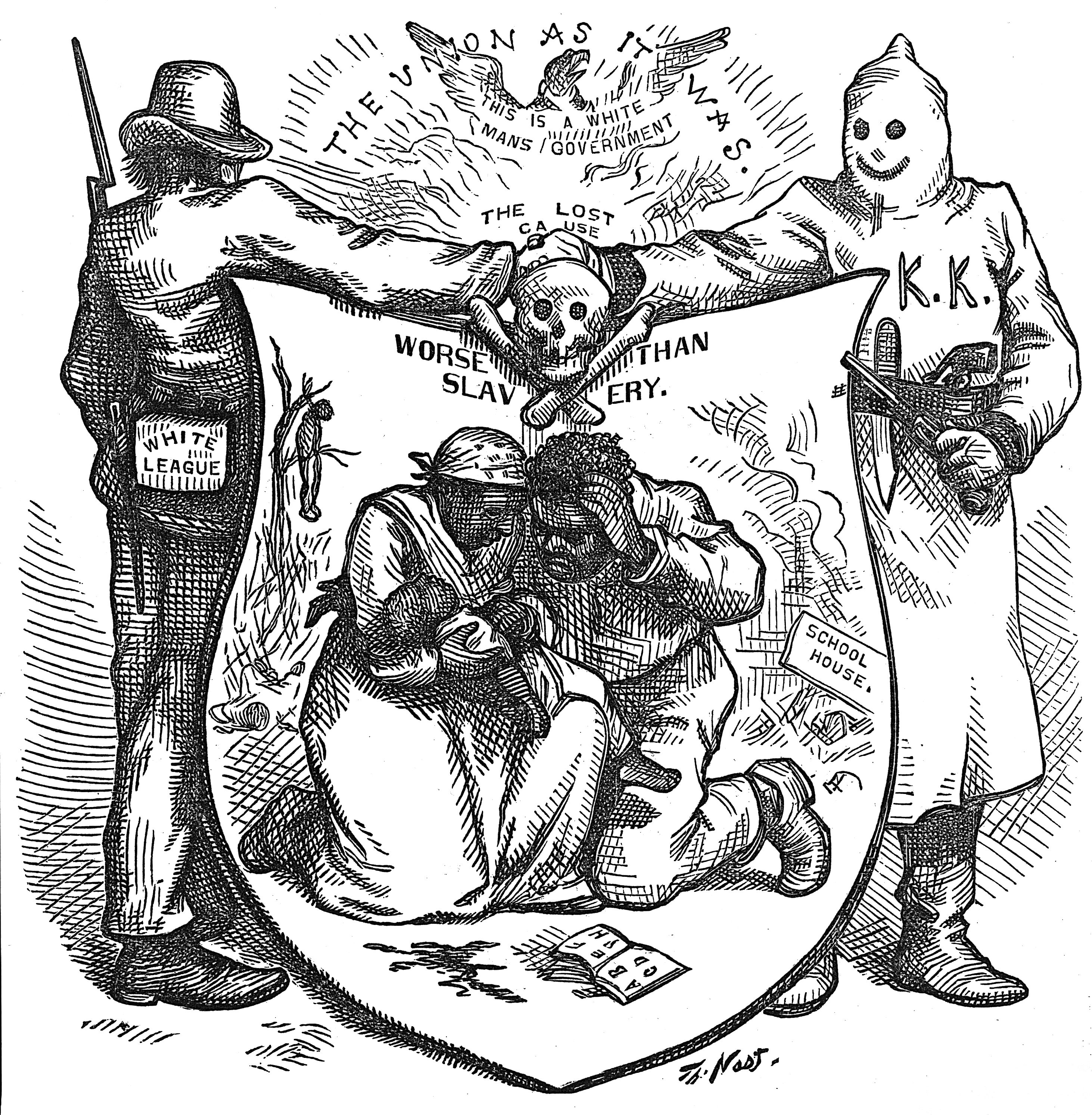
«Союз, как он был», Harper’s Weekly, 10 октября 1874 года. На щите изображены чёрная семья с убитым ребёнком. По сторонам стоят члены Белой лиги и Ку-клукс-клана

Отцы-основатели США, провозглашая в Конституции права и свободы народа Соединённых Штатов — американской нации — ограничивали её определённым этническим сообществом — белыми англосаксонскими протестантами. Не была исключена и возможность вхождения в американскую нацию представителей некоторых других народов Европы, например, германских протестантов — немцев и голландцев. Однако отношение к романским этносам — испанцам и французам, и, тем более, к латиноамериканцам, было значительно хуже: согласно отцам-основателям, данные этносы находились за пределами американской нации. По расовому признаку членами американской нации не считались чернокожие американцы вплоть до 1875 года и американские индейцы — вплоть до 1924 года. До середины XIX века в США действовало «правило одной капли крови», согласно которому «небелыми» считались те, кто имел чёрных или индейских предков вплоть до седьмого поколения. Первоначально американская нация понималась как расово-этническая, а не как гражданская общность. Американская национальная идентичность сохраняла расово-этническую основу вплоть до начала Второй мировой войны, когда США приняли большое число иммигрантов из стран Восточной и Южной Европы (поляки, евреи, итальянцы и др.).
На территории России присутствуют формы как гражданского, так и этнического национализма. Этнический национализм имеет некоторое распространение как в среде русских (русский национализм), так и в среде этнических меньшинств России.
Этнический национализм в России сформировался в рамках почвеннического варианта славянофильства в его противопоставлении либеральному западничеству, а также на этнических окраинах Российской империи в качестве движения за повышение статуса «инородцев» или за создание собственной государственности этнических меньшинств. В истории русской мысли присутствуют ряд направлений, которые являются националистическими в узком значении термина, начиная от Николая Данилевского, некоторых работ Василия Розанова и др. Ориентиром для них служили на христианские универсалистские идеи, но на первом плане находились русские национальные задачи, которые были актуальны для конкретного периода русской истории. Границы между православным патриотизмом и просвещённым национализмом в значительной мере условны.
В конце XX века этнический национализм усилился в СССР, где государство оказывало поддержку развитию этнических культур. Этнический национализм фактически был частью социалистического федерализма. В условиях кризиса коммунистической идеологии и политической системы этнический национализм сыграл значительную роль в распаде СССР.
Перестройка дала начало масштабным демократическим реформам (до конца не реализованным), однако при этом привела к росту сепаратизма в ряде республик. По мнению Фрэнсиса Фукуямы, отсутствие национального единства в СССР послужило одной из причин, почему стабильная демократия так и не смогла в нём возникнуть. В результате распада СССР и смены коммунистической идеологии плюрализмом мнений произошёл рост окраинного национализма и межнациональной напряжённости. Русский неоязыческий национализм ориентируется на представления о славянской и русской дохристианской культуре, часто включает в себя антихристианские, расистские, антисемитские, ультраправые радикально-националистические и неонацистские идеи.
Рост международной миграции как элемента современной глобализации привёл к возникновению новых «этнонациональных» движений, в том числе реакционных нативистских групп, ориентированных на политику исключающей идентичности. В развитых странах подобные тенденции нередко приобретают связь с явными ксенофобией и расизмом, например белый национализм в США.

## Изучение
Научное направление, изучающее этнонационализм, возникло между Первой и Второй мировыми войнами, в условиях передела политической карты Европы отчасти по этническому и национальному признаку в соответствии с провозглашённым правом народов на самоопределение, а также в ситуации роста фашистских этноцентрических идеологий, включая нацизм.
Во время Холодной войны движение за независимость, начатое в бывших европейских колониях в Азии и Африке, привело к активизации исследования этнической, племенной и национальной идентичности и «политических трудностей», вытекающих из их взаимодействия с государственностью, построенной по территориальному принципу. Распад Советского Союза в 1980-х и 1990-х годах и последовавшее возрождение этнических и национальных противоречий и конфликтов также стимулировали исследования этнонационализма в конце XX века.
Османская империя и Соединённые Штаты являются примерами полиэтнических государств, в которых нация определяется своей географической территорией. Исторический социолог Энтони Смит использует термин «этнический национализм» в данном смысле. Исследователи диаспор расширяют понятие «нация» на диаспоры. Термины этнонация и этнонационализм иногда используются для описания концептуального коллектива рассредоточенных представителей этноса и их идеологии.

## Роль в практике дискриминации и преследования
Критики примордиального этнического национализма отмечают, что этническая принадлежность — это лёгкий способ выражения чувства коллективной идентификации, которая сближает «своих», подчёркивая отличия от «чужих». При этом что именно является общим для «своих», кроме как отличие от «чужих», не столь очевидно. В частности, процессы ассимиляции показывают, что этническая принадлежность группы способна к эволюции. Политические и культурные нормы усваиваются наиболее быстро. Физическая внешность иммигрантов часто не соответствует нормам коренного населения, однако у их потомков эти различия сглаживаются благодаря межнациональным бракам. В силу этого, теории «исконной» национальности лишены оснований. В то же время этнический национализм крайне замедляет процесс приобщения к нации для «посторонних», поскольку поменять собственные гены или своих предков невозможно. По этой причине многие социологи считают, что этнические ценности не должны простираться за пределы личной сферы жизни.
В 2018 году Тендайи Ачиуме, специальный докладчик ООН по расизму, опубликовала доклад Совета ООН по правам человека, в котором сообщается, что «в мире более 75 % известных лиц без гражданства принадлежат к небелым группам», и подчёркивается роль этнонационализма в международной практике лишения права гражданства. В докладе Ачиуме отметила, что международное право запрещает гражданам дискриминировать неграждан на основании их расы, происхождения, национального или этнического происхождения, а также заявила, что законы о гражданстве, национальности и иммиграции, которые дискриминируют неграждан нарушают международное право. Она также отметила негативную роль законов, ограничивающих право на брак между определёнными национальными, религиозными, этническими или расовыми группами, которые, по её словам, «часто применяются государствами для сохранения, существующей согласно их представлениям, национальной, этнической и расовой „чистоты“». Ачиуме назвала этнонационалистическую политику «наиболее очевидной движущей силой расовой дискриминации в законах о гражданстве и иммиграции», которую ведут популистские лидеры, определяющие нации «с точки зрения предполагаемых кровных связей и этнической принадлежности».

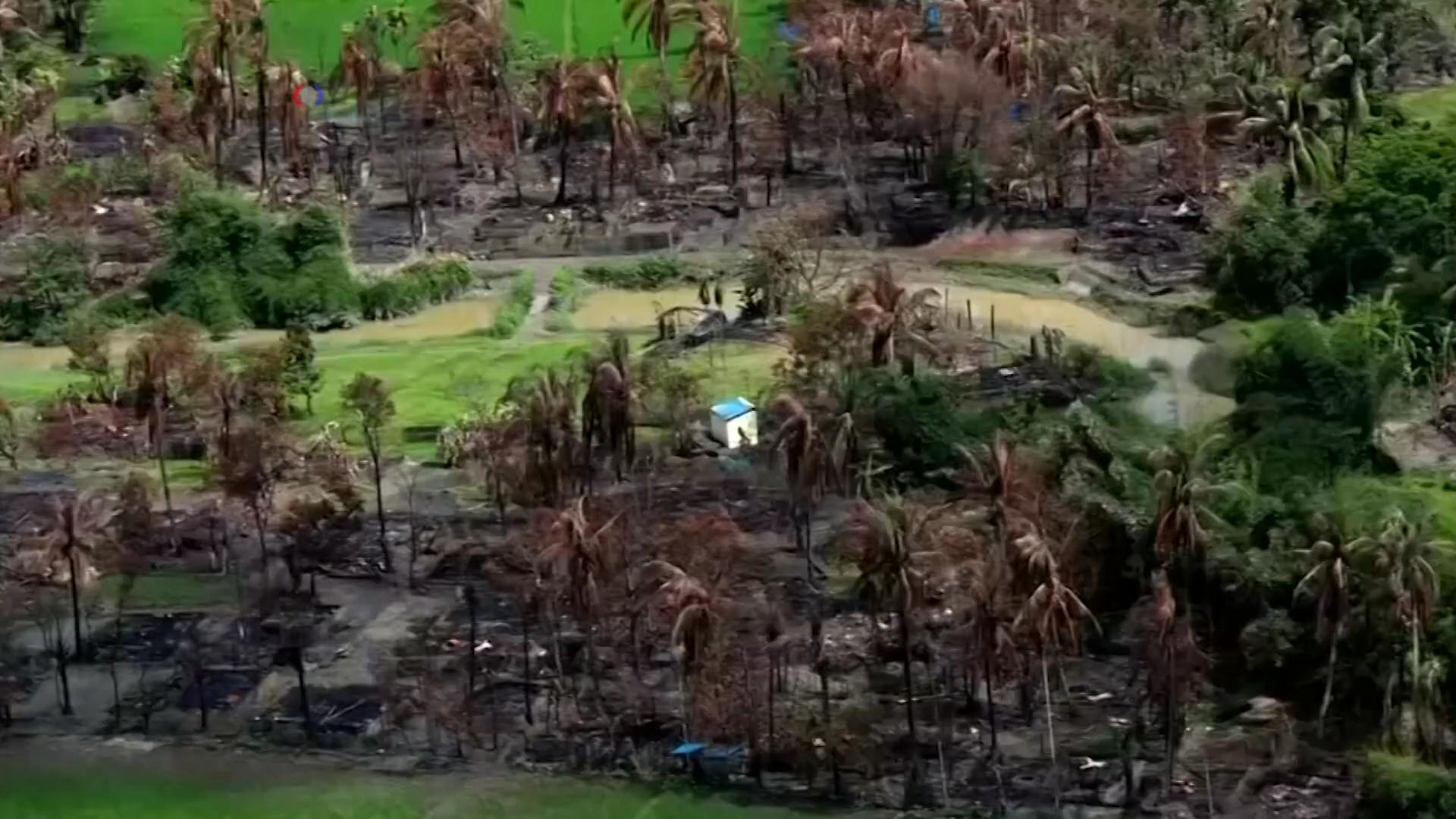
Сожжённая деревня рохинджа

В XIX и XX веках европейские колониальные державы использовали этнонационализм для оправдания лишения гражданства колониальных подданных, а в Европе евреи и рома не имели гражданства на тех же основаниях. Сегодня мигранты часто становятся объектом этнонационалистической риторики, связанной с идеями «этнической чистоты и сохранения религиозной, культурной или языковой самобытности». В странах с богатой историей иммиграции также наблюдается дискриминация некоторых расовых, религиозных и национальных групп. Ачиуме назвала положение мусульман-рохинджа «пугающим примером», поскольку Закон о гражданстве Бирмы 1982 года дискриминирует их по этническому признаку и делает многих рохинджа лицами без гражданства. Подходящим примером подобных предубеждений в развитых странах названо нарушение прав афро-карибских британских граждан из «поколения Виндраш». Государства во всем мире используют дезинформацию, чтобы представить «определённые расовые, национальные и религиозные группы как представляющие врождённую угрозу для национальной безопасности» и оправдывают лишение их прав или отказ в правах.
Крайние формы этнического национализма, как в случае с преследованием правительством Мьянмы народа рохинджа, рассматриваются как причины актов геноцида и этнических чисток. В книге 2005 года «Большая игра геноцида» историк Дональд Блоксхэм утверждал, что геноцид армян «даёт пример явной логики этнического национализма, доведённого до абсолютной крайности в многонациональных сообществах».

## Региональный этнонационализм
Согласно А. Н. Мочалову, если этническая общность в представлении людей оказывается связанной с конкретным географическим пространством, наполняемым этническим смыслом, формируется совпадение двух идентичностей — этнической и территориальной, каждая из которых рассматривается людьми в качестве устойчивой или неизменной, а в совокупности они могут создавать комплексную этнотерриториальную идентичность. По мнению О. Б. Подвинцева (2011), такое совпадение является одной из предпосылок, которые «в наибольшей степени благоприятствуют возникновению межобщинных конфликтов и росту сепаратистских тенденций».
В данных условиях этнотерриториальной фрагментации чаще всего появляется, по выражению М. А. Фадеичевой, «утрированная этничность» и формируется региональный этнонационализм — идеология, согласно которой, по определению Уокера Коннора (1994), этническая общность является нацией, народом, обладающим собственными политическими традициями и институтами, и поэтому имеющем право на собственное национальное государство. Главный тренд регионального этнонационализма, согласно Фадеичевой (2006), — «всё более полное и жёсткое разделение на „наших“, принадлежащих этнонации, и „чужих“, исключаемых из этой общности». В случае если собственные политические традиции и институты отсутствуют, они могут, согласно В. А. Тишкову (2003), конструироваться воображением при помощи мифов о «тысячелетней истории государственности» и «многовековой борьбе против угнетения» с использованием лозунга «Это — наша земля!». Во многих странах сформировались «внутренние», «безгосударственные („субгосударственные“) нации» (Уилл Кимлика Уилл), или «побочные нации» (Уокер Коннор). Перечень таких «наций», согласно различным публикациям, включает, в зависимости от методологии анализа и политических предпочтений конкретного автора) от полусотни до нескольких сотен. Академик Т. Я. Хабриева (2010) писала, что период начиная с конца 1970-х годов характеризуется учащающимися попытками доказать, что право на собственное государство имеет каждый народ.
Политические притязания «внутренних наций» могут носить различный характер и выражаться в разной степени. Они могут ярко манифестироваться (например, в Шотландии и Каталонии), иметь латентный характер или «угасший» характер (в Швейцарии). Этнонационализм может быть сопряжён с этноцентризмом и нетерпимостью к другим этническим группам, особенно к тем, которые принято считать «оккупантами» (в таких регионах, как Кашмир, Тибет, Нагаленд). В других случаях этническими (именующими себя национальными) лидерами используется риторика гражданского национализма и политической нации, они выступают от имени не только «титульной» этнической группы, но всех жителей данного региона (например, в Квебеке, Каталонии, Шотландии, Уэльсе, Южном Тироле); однако их национализм также обладает этническими основаниями.
Региональный этнонационализм во многом повторяет классический европейский национализм, который сопровождал формирование государств-наций. Оба варианта отталкиваются от воображаемой культурной общности и пространства
её распространения, символически связанного с ней. Согласно Бенедикту Андерсону, европейские территориально обособленные меньшинства возникли по причине того, что границы распространения языков, которые послужили культурной основой будущих наций, чаще всего не совпадали с внутренними и внешними границами империй, ставшими затем границами новых государств. «Большие» нации и территориально обособленные «внутренние» меньшинства уже в то время рассматривались в качестве явлений одного порядка, лишь с той разницей, что последние не получили своего государства. Вследствие этого этнические общности осмысливались и идентифицировались в таких же терминах национализма, что и «большие» нации. Впоследствии этнонационализм был распространён на этнические общности за пределами западных стран, будучи принесённым колонистами и представителями местных общностей, получившими высшее образование в метрополиях.
Согласно В. С. Мартьянову (2006), контраргументом против регионального этнонационализма является тезис, что на конкретный регион уже распространяется государственный суверенитет государства-нации, который несовместим с территориальными притязаниями «внутренней нации», а этнические общности могут быть не политическими субъектами, как государства-нации, а только культурно-историческими субъектами. Мочалов отмечает, что социальное мифотворчество значительного числа государств-наций построено на основе концепции гражданской нации, объединяющей всех граждан на базе общих политических ценностей без связи с этнической принадлежностью. В ряде случаев риторика гражданской нации, будучи подкреплённой ассимиляционистским проектом и сопровождавшейся успехами выстраивания иерархий идентичностей с центральным местом для гражданской (государственной) принадлежностью, приводила к социальному сплочению и ослаблению региональных этнонационалистических тенденций (например, во Франции).
В ответ социальное мифотворчестве регионального этнонационализма применяет идеологему, которая объясняет отсутствие у «внутренней нации» собственного государства результатом случайности и исторической несправедливостью. В XX веке «внутренние» этнонационалистические тенденции получили новую идеологическую основу в качестве права народов на самоопределение. Вначале эта идея получила распространение в интерпретации Вудро Вильсона; образцом для этнических элит стала, в том числе, автономия, которая в 1921 году была предоставлена под эгидой Лиги Наций Аландским островам. Затем появилась интерпретация В. И. Ленина. После победы СССР во Второй мировой войне социальная организация Советского Союза, опирающаяся на право наций на самоопределение, стала рассматриваться во многих полиэтнических государствах в качестве образца для подражания. Право народов на самоопределение получило признание в документах ООН и СБСЕ/ОБСЕ, что в совокупности с размытым и ситуативным толкованием понятия «народ», стало одной из причин широкого распространения этнонационализма, который начал считаться угрозой территориальной целостности государств.
Свойства нации, которые в представлении людей были перенесены на территориально обособленные этнические общности, в ряде государств получили юридическую институционализацию. Нация рассматривается как коллективный субъект права, поэтому и «внутренние нации» наделяются правосубъектностью, близкой к правосубъектности «больших» наций; в конституциях государств они могут обозначаться различными терминами. Регионам «внутренних наций» может предоставляться территориальная автономия, что гарантируется в конституциях (так, Конституция Испании гарантирует право на автономию национальностям и районам их проживания. Число автономий растёт: в период образования Европейского союза во входящих в него государствах имелось 14 автономных регионов, на 2010 год их более 70.
По мнению Мочалова, многонациональные государства отражают глобальные тенденции, начавшиеся с появлением государств-наций. Территориальная автономия, которая предоставляется этническим регионам, демонстрирует основные черты государства-нации в «облегчённой» версии. Согласно учёному, этнический федерализм и национально-территориальные автономии сформировались в государствах, в которых действовали внутренний этнический национализм и сильные региональные этнические элиты. Этнический фактор в государственном устройстве обычно учитывался вынужденно характер и был результатом компромисса, которого достигли этнические элиты и политическое руководство государства. В странах, где государственная власть не сталкивалась с региональным этнонационализмом или имели достаточно ресурсов для его подавления (к примеру, через принудительную ассимиляцию), формировалась модель мононационального государства. Развитие институтов демократии и общегражданской идентичности может сглаживать этнотерриториальную фрагментацию (один из немногих примеров — Швейцария), но последняя не исчезает, и сохраняется вероятность нового роста этнонационализма.
Развитие институтов демократии и общегражданской идентичности может сглаживать этнотерриториальную фрагментацию (один из немногих примеров — Швейцария), но последняя не исчезает, и сохраняется вероятность нового роста этнонационализма. Явления этнического федерализма и национально-территориальной автономии, которые могут становится условиями и катализаторами этнонационалистических тенденций, не являются их причинами. Этнонационализм может сформироваться и в государствах, построенных как мононациональные, но имеющих этнотерриториальную фрагментацию. В настоящее время гарантию от этнонационализма не дают ни последовательно реализованные концепции политической нации, ни отрицание коллективных прав этнической общности, ни отрицание этнотерриториальной фрагментации в устройстве государства. Франция, которая не признаёт существования внутри своего государства этнических групп и их прав на автономии, не смогла прекратить баскские, бретонские, прованские и в особенности корсиканские региональные этнонационалистических тенденции. Процессы глобализации привели к ослаблению государств в сфере формирования иерархии идентичностей и потере ими монополии на политическую повестку. Концепцию государства-нации к настоящему времени невозможно считать универсальной формой политической организации социума и пространственной организации власти, о чём свидетельствуют референдумы о независимости Квебека, Шотландии и Каталонии.